# Аногира
Ано̀гира (на гръцки: Ανώγυρα) е село в Кипър, окръг Лимасол. Според статистическата служба на Република Кипър през 2001 г. селото има 244 жители.
Намира се на 7 км северно от Авдиму.